# ハートリー
ハートリーエネルギー（英語: Hartree energy）は、原子や電子のスケールを扱う分野（量子論、原子物理学、量子化学など）で用いられる原子単位系において、エネルギーの単位となる物理定数である。
名称は英国の数理物理学者ダグラス・ハートリーに由来する。
記号は一般に Eh で表される。
ハートリーエネルギーのSI単位ジュールによる値は
{\displaystyle E_{\text{h}}=4.359~744~722~2060(85)\times 10^{-18}~{\text{J}}}
である（2022 CODATA推奨値）。
また、電子ボルトによる値は
{\displaystyle E_{\text{h}}=27.211~386~245~981(30)~{\text{eV}}}
である（2022 CODATA推奨値）。
ハートリーエネルギーは、ボーア半径 a0 に等しい距離にある、電気素量 e に等しい電気量をもつ2つの粒子の静電エネルギーで定義され
{\displaystyle E_{\text{h}}={\frac {Z_{0}c}{4\pi }}{\frac {e^{2}}{a_{0}}}={\frac {\hbar c\alpha }{a_{0}}}}
で表される。
ここで、ħ はプランク定数（ディラック定数）、c は真空中の光速度、Z0 は真空における特性インピーダンス、α は微細構造定数である。
国際量体系（ISQ）においては、電気定数 ε0 により Z0 = 1/ε0c で表されるので
{\displaystyle E_{\text{h}}={\frac {e^{2}}{4\pi \epsilon _{0}a_{0}}}}
となり、ガウス単位系は Z0 = 4π/c とする量体系に基づいているので
{\displaystyle E_{\text{h}}={\frac {e^{2}}{a_{0}}}}
となる。
ハートリーはハートリー原子単位系におけるエネルギーの単位である。
{\displaystyle E_{\text{h}}=1~{\text{hartree}}=1~{\text{a.u.}}}
物質量あたりでは
{\displaystyle {\begin{aligned}1~{\text{hartree}}&=2625.500~\mathrm {kJ~mol^{-1}} \\&=627.509~\mathrm {kcal~mol^{-1}} \end{aligned}}}